# Ljubomir Stevanović
Ljubomir Stevanović (in serbo Љубомир Стевановић?; Zrenjanin, 8 agosto 1986) è un calciatore serbo, centrocampista del Naftagas Elemir.